# 东北兔
东北兔（学名：Lepus mandshuricus）为兔科兔属的哺乳动物。分布于黑龙江盆地区域，即朝鲜北部和中国东北黑龙江、吉林等地，主要生活于山野广泛栖息。该物种的模式产地在前苏联阿穆尔州博尔索山。
成年东北兔约2公斤重，体长40-48公分，加4.5-7.5公分的尾巴。它们的耳朵一般是7.5-10.4公分长。

## 保护
本种于2023年被收录入《有重要生态、科学、社会价值的陆生野生动物名录》。